# Baron Prášil
Baron Prášil är en tjeckoslovakisk äventyrsfilm från 1962 i regi av Karel Zeman, baserad på Baron von Münchhausens äventyr. Manuset skrevs av Zeman tillsammans med Josef Kainar och Jiří Brdečka. Filmen blandar friskt vanlig film med animationssekvenser.
Filmen kom senare att inspirera Terry Gilliam då han spelade in sin version av historien 1989, Baron Münchausens äventyr.

## Rollista
- Miloš Kopecký - Baron Münchausen
- Rudolf Jelínek - Tonik
- Jana Brejchová - prinsessan Bianca
- Karel Höger - Cyrano
- Eduard Kohout - general Ellemerle
- Jan Werich - skeppets kapten
- Bohuš Záhorský - amiralen
- Rudolf Hrušínský - sultanen
- Josef Hlinomaz - spanske generalen
- Karel Effa - adjutanten
- Otto Šimánek - Ardan
- Václav Trégl - sjöman